# 쫀득이
쫀득이, 쫀드기, 또는 쫀듸기는 1960년대부터 1970년대까지 인기를 끌었던 한국의 과자이다. 주재료는 밀 곡분과 옥수수 녹말이지만, 다양한 재료로 만들어진 튀김 음식이다. 여러 종류의 쫀득이에서 공통적으로 나타나는 것은 쫄깃한 식감이다. 심지어 이 음식은 쫄깃함에서 이름을 따왔다. 보통 달거나 짜거나 둘 다 해당한다.
학교 근처 문방구에서 흔히 팔렸으며, 학생들에게 값싼 간식으로 인기가 많았다. 이 음식은 향수를 불러일으키는 음식으로 다시 인기를 얻고 있다.
상당히 다양한 맛과 지역적 변형이 존재한다. 현재 다양한 브랜드와 맛의 쫀득이가 존재한다. 맛으로는 고추냉이, 찰보리, 쑥, 마라 (맛), 심지어 라면 수프 가루도 있다. 때로는 다양한 맛을 위해 쫀득이 한 조각의 다른 부분에 여러 가지 향료가 있을 수 있다.
오븐, 연탄불, 또는 에어프라이어에 구워 먹을 수 있다. 안주 (음식)(술과 함께 먹는 음식)로도 설명되었다.

## 갤러리

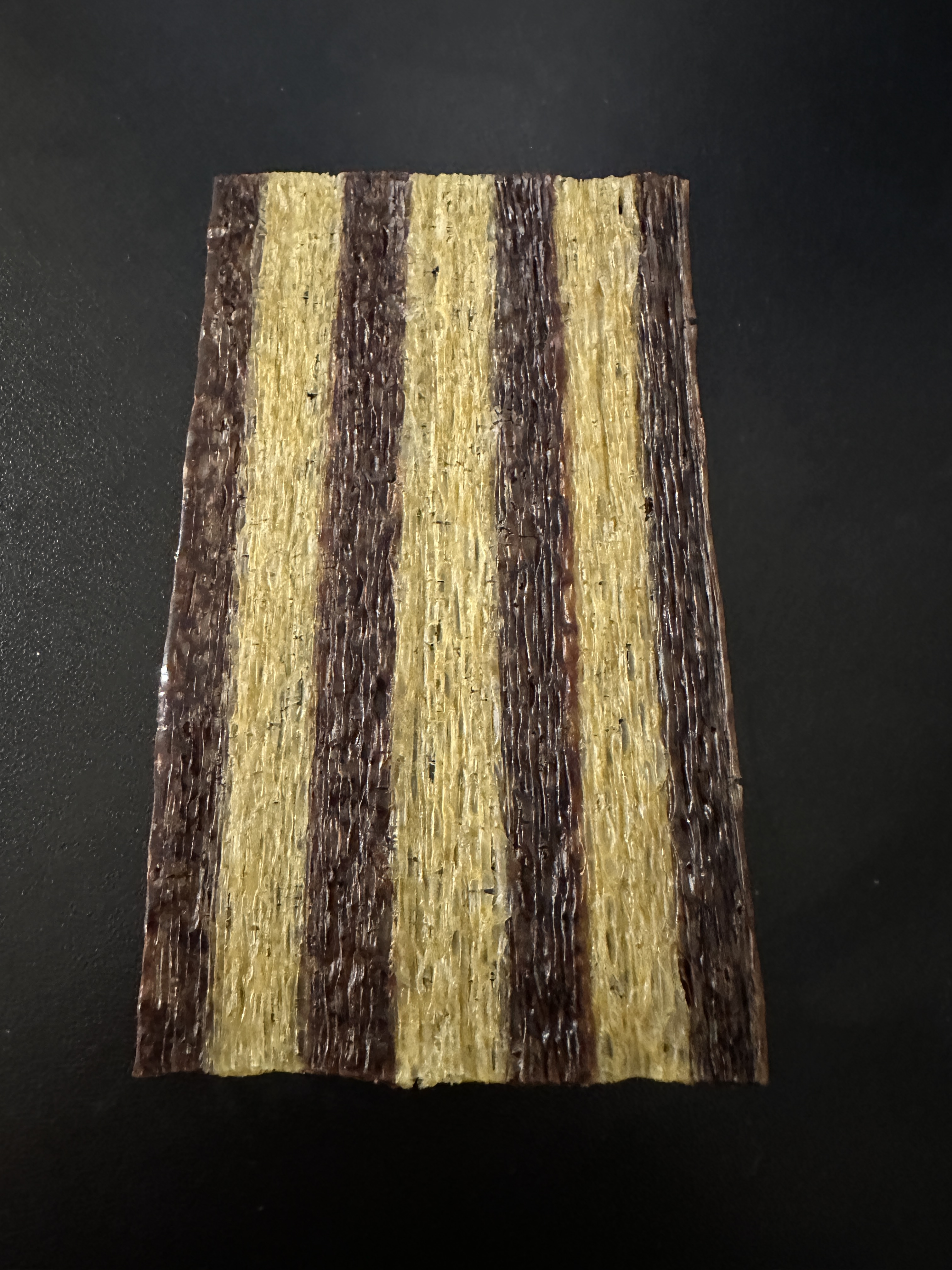
월드컵 맛 쫀득이. 다른 색깔은 다른 맛에 해당한다.

## 같이 보기
- 한국 요리
- 아폴로 (사탕) – 또 다른 한국의 향수 간식
- 꾀돌이 – 또 다른 한국의 향수 간식